# Thelotrema flavescens
Thelotrema flavescens är en lavart som beskrevs av Darb. 1912. Thelotrema flavescens ingår i släktet Thelotrema och familjen Thelotremataceae.   Inga underarter finns listade i Catalogue of Life.